# Anabolismo
L'anabolismo o biosintesi (dal greco ἀναβάλλειν = "tirare su, costruire") è una delle due vie del metabolismo e comprende l'insieme dei processi di sintesi o bioformazione delle molecole organiche (biomolecole) più complesse da quelle più semplici o dalle sostanze nutritive; questi processi richiedono energia, al contrario del catabolismo.

## Descrizione
Sebbene l'anabolismo e il catabolismo siano due processi opposti, funzionano in maniera coordinata e armonica e costituiscono un tutto unico difficile da separare.
L'anabolismo è responsabile di:
- La formazione delle componenti cellulari, dei tessuti corporali e, quindi, della crescita.
- Stoccaggio dell'energia.

Le cellule ottengono l'energia dall'ambiente mediante tre tipi distinti di fonti d'energia, che sono: 
- Luce solare, tramite la fotosintesi nelle piante.
- Composti organici, come succede negli organismi eterotrofi.
- Composti inorganici, come nei batteri autotrofi.

L'anabolismo si può classificare accademicamente a seconda delle biomolecole che vengono sintetizzate:
- Replica o duplicazione del DNA.
- Sintesi dell'acido ribonucleico.
- Sintesi di proteine a partire dagli amminoacidi.
- Sintesi di carboidrati.
- Sintesi di lipidi a partire da carboidrati.
- Fotosintesi clorofilliana

I principali ormoni anabolizzanti sono insulina, GH, IGF-1 e testosterone.

## Anabolismo e mortalità
La carenza di ormoni anabolizzanti (soprattutto IGF-1 e testosterone) è un fattore che aumenta la mortalità